# Дружевска седловина

Дружевската седловина е планинска седловина в централната част на Западна Стара планина, като разделя планината Козница на запад от Врачанска планина на изток в Община Вършец, област Монтана и Община Своге, Софийска област.
Надморска височина на седловината е 863 м.
През нея преминава проход свързващ долината на река Искър на юг с долината на река Ботуня (десен приток на Огоста) на север. Дължината на прохода е 18,9 km, като през него преминава участък от трасето на третокласен Републикански път III-162 от км 0 до км 18,9 при село Горна Бела речка. Проходът започва от долината на река Искър източно от село Лакатник, на 387 m н.в. и с множество обратни завои и голям наклон след 7 км се изкачва до село Миланово. След още 5 km, при разклона за село Дружево преодолява седловината, започва спускане надолу по долината на Бяла река (десен приток на Ботуня) и след 6,9 km слиза в село Горна Бела речка, където проходът свършва на 439 m н.в. През зимния сезон пътят не се поддържа и е трудно проходим.

## Топографска карта
- Лист от карта K-34-35. Мащаб: 1 : 100 000.